# Kanadas herrlandslag i fotboll
Kanadas herrlandslag i fotboll har som främsta meriter seger i olympiska spelen 1904 (då fotboll var uppvisningsgren), Concacaf-mästerskapet 1985, och Concacaf Gold Cup 2000, samt deltagande i VM 1986 i Mexiko och VM 2022 i Qatar, där man åkte ur efter gruppspel.

## Historik
Kanadas fotbollsförbund bildades den 24 maj 1912 genom en sammanslagning av olika regionala förbund och är medlem av Fifa och Concacaf. Kanada spelade sin första landskamp den 28 november 1885 i Newark, New Jersey, USA där USA besegrades med 1-0.
Fram till mitten av 1970-talet dröjde det dock ofta flera år mellan laget ens spelade landskamper. Innan dess sattes lagen enbart samman inför turnéer eller kvalmatcher och turneringar.
Commonwealth Stadium i Edmonton är den nuvarande nationalarenan.

### VM
- 1930 till 1954 - Deltog ej
- 1958 - Kvalade inte in
- 1962 - Drog sig ur
- 1966 - Deltog ej
- 1970 till 1982 - Kvalade inte in
- 1986 - Första omgången
- 1990 till 2018 - Kvalade inte in
- 2022 - Första omgången

Kanada lyckades mycket överraskande kvalificera sig för VM 1986 i Mexiko. Turneringen slutade dock med tre raka förluster mot Frankrike (0-1), Ungern (0-2) och Sovjetunionen (0-2). Kanadas damlandslag har dock varit betydligt mer framgångsrika internationellt (se Kanadas damlandslag i fotboll).
I kvalet till VM 2006 i Tyskland tog sig Kanada till andra omgången, men slutade sist i sin grupp efter Costa Rica, Guatemala och Honduras.
I kvalet till VM 2010 i Sydafrika så tog sig Kanada till andra omgången, men slutade där sist i sin grupp efter Honduras, Mexiko och Jamaica

### Concacaf Gold Cup
- 1963 - Deltog ej
- 1965 - Deltog ej
- 1967 - Deltog ej
- 1969 - Deltog ej
- 1971 - Deltog ej
- 1973 - Kvalade inte in
- 1977 - 4:e plats
- 1981 - 4:e plats
- 1985 - 1:a plats
- 1989 - Kvalade inte in
- 1991 - Första omgången
- 1993 - Första omgången
- 1996 - Första omgången
- 1998 - Deltog ej
- 2000 - 1:a plats
- 2002 - 3:e plats
- 2003 - Första omgången
- 2005 - Första omgången
- 2007 - Semifinal
- 2009 - Kvartsfinal
- 2011 - Första omgången
- 2013 - Första omgången
- 2015 - Första omgången
- 2017 - Kvartsfinal
- 2019 - Kvartsfinal
- 2021 - Semifinal
- 2023 - Kvartsfinal

I kvalet till VM i Mexiko 1986 tog man sig till slutomgången och vann gruppen obesegrade före Honduras och Costa Rica.
Andra segern kom i Gold Cup 2000. Kanada tog sig vidare från första omgången efter slantsingel mot Sydkorea, men slog sedan ut Mexiko och Trinidad och Tobago på väg till finalen mot Colombia som man vann med 2-0.

### Nordamerikanska mästerskapet
- 1947 - Deltog ej
- 1949 - Deltog ej
- 1990 - 1:a plats
- 1991 - 3:e plats

Kanada vann turneringen 1990 efter 2-1 mot Mexiko och 1-0 mot USA (troligen ett juniorlag).

### Copa América
- 1916 till 1991 - CONCACAF bjöds inte in
- 1993 till 2007 - Inte inbjudna

### Kända spelare
- Tomasz Radzinski
- Dwayne De Rosario
- Julian de Guzman
- Paul Stalteri
- Atiba Hutchinson
- Ali Gerba
- Olivier Occéan
- Stephen Ademolu
- Rob Friend
- Junior Hoilett
- Alphonso Davies
- Jonathan David
- Cyle Larin